# Добропольский завод минеральных вод
Добропольский завод минеральных вод — предприятие пищевой промышленности в городе Белозёрское Донецкой области Украины, прекратившее своё существование.

## История
В 1966 году посёлок городского типа Белозёрское Добропольского городского совета получил статус города районного значения, что способствовало его развитию как промышленного центра. В соответствии с восьмым пятилетним планом развития народного хозяйства СССР здесь был построен Добропольский завод минеральных вод, который был введён в эксплуатацию в 1967 году.
Источником воды стала артезианская скважина в селе Золотой Колодезь (вода поступала из подземного бассейна, открытого в начале 1960-х годов трестом «Артемгеология»).
В дальнейшем, производственные мощности предприятия были увеличены, а ассортимент выпускаемой продукции - расширен. В 1968 году была введена в эксплуатацию первая автоматическая линия по розливу минеральной воды в стеклянные бутылки мощностью 6 тыс. бутылок в час, в 1974 - построен новый цех по розливу минеральной воды (в котором в 1975 году начали работу ещё две автоматические линии по розливу воды мощностью 6 тыс. бутылок в час каждая). Кроме того, в 1975 году завод освоил выпуск безалкогольных напитков («Лимонад», «Дюшес», «Ситро», «Крем-сода», «Лимон», «Тархун» и «Байкал»). В 1979 году была введена в эксплуатацию линия мощностью 12 тыс. бутылок в час.
В целом, в советское время завод минеральных вод входил в число ведущих предприятий города.
После провозглашения независимости Украины завод перешёл в ведение государственного комитета пищевой промышленности Украины.
В 1996 году государственное предприятие было преобразовано в закрытое акционерное общество, в дальнейшем - перерегистрировано как общество с ограниченной ответственностью.
В 2002 году на заводе была установлена новая производственная линия по розливу минеральной воды в пластиковые бутылки ёмкостью 1,5 литров.
Начавшийся в 2008 году экономический кризис осложнил положение предприятия, в 2009 году подача воды из артезианской скважины была прекращена и завод был закрыт.
В настоящее время на территории прекратившего производственную деятельность завода находится транспортная компания "Delivery".